# Lucille Berry-Haseth
Lucille Berry-Haseth (Curaçao, 1937) is een Curaçaos dichter, redacteur, vertaler, papiamentist en taalactivist.

## Leven
Al op jonge leeftijd voelde Berry zich aangetrokken tot taal en cultuur. Deze belangstelling loopt als een rode draad door haar carrière. Op 22-jarige leeftijd was Berry aan de slag als omroeper bij de Curom, een culturele radiozender zonder winstoogmerk, waar ze nieuwsbulletins, het kinderuurtje en andere (muziek)programma's in het Papiaments verzorgde. Ze zag het altijd als haar bijzondere taak een enthousiaste ambassadrice te zijn van de 'Défense et Illustration' van haar moedertaal, het Papiaments. Samen met toneelspeler Rina Penso had zij in 1961 een rol in het radioprogramma "Lorna mi yu cu mi", dat door de papiamentist Luis Daal geschreven en geregisseerd werd.
In 1982 trouwde ze met Gregory Berry, de decaan van St. Joseph MAVO. Samen met haar man organiseerde ze of nam ze deel aan talrijke culturele en literaire avonden. Ook werkte ze samen met andere kunstenaars, zoals Nydia Ecury en Elis Juliana. Daarnaast was Berry actief als bestuurslid van de Fundashon Pierre Lauffer.

## Poëzie
In 1990 publiceerde Berry de dichtbundel Resonansia (Resonantie). Hieruit zijn verschillende gedichten opgenomen in het standaardwerk over de Antilliaanse letterkunde Pa saka kara: antologia di literatura Papiamentu (1998), dat onder redactie van Aart Broek in het Nederlands is verschenen onder de titel De Kleur van mijn eiland. Zij heeft als vertaler en redacteur een grote bijdrage aan beide werken geleverd. In 2010 verscheen So ku palabra (Alleen met woorden), een dichterlijke, melancholieke meditatie over haar leven, haar werk en de mensen die zij heeft gekend en liefgehad. In 2014 droeg zij ook bij aan de literaire wandelgids Dushi Willemstad.

## Vertalingen
Berry is vertaler uit het Nederlands, Engels en Spaans naar het Papiaments. Door haar vertalingen van gedichten en literaire werken (onder meer Dubbelspel van Frank Martinus Arion in 2011), eerdere publicaties en het organiseren en deelnemen aan literaire evenementen, heeft zij een belangrijke bijdrage geleverd aan het ontwikkelen en bevorderen van het correcte gebruik van de Papiamentse taal.

## Onderscheidingen
Op 21 februari 2013, de Internationale Moedertaaldag, ontving Berry van de Fundashon pa Planifikashon di Idioma (FPI) een plakkaat (plaka di mérito) als erkenning van haar veelzijdige werk ten behoeve van de promotie van haar moedertaal Papiamentu. Eerder in 2006 ontving zij de 
Tapushi di oro. In 2014 kreeg zij de Cola Debrotprijs toegekend voor haar hele oeuvre.

## Werken
- Resonansia (Resonantie, 1990)
- Pa saka karakara: antologia di literatura Papiamentu (1998)/ De kleur van mijn eiland (1999)
- So ku palabra (Alleen met woorden, 2010)
- Encuentro/Ontmoeting (2013)